# Giro del Pacífico Norte

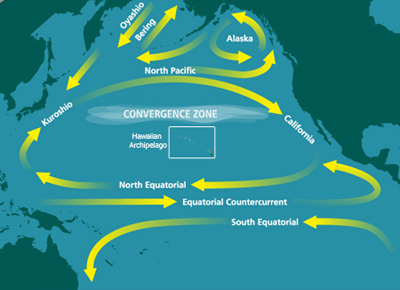
Corrientes oceánicas significativas involucradas en la circulación de los giros subtropicales y subpolares del Pacífico Norte

El giro del Pacífico Norte (NPG) o giro subtropical del Pacífico Norte (NPSG) es uno de los cinco principales giros oceánicos de la Tierra. Este giro cubre la mayor parte del océano Pacífico norte. Es el ecosistema más grande del planeta, ubicado entre el ecuador y el paralelo 50° de latitud norte, y comprende 20 millones de kilómetros cuadrados. El giro tiene un patrón circular en el sentido de las agujas del reloj y está formado por cuatro corrientes oceánicas predominantes: la corriente del Pacífico Norte al norte, la de California al este, la Ecuatorial del Norte al sur y la de Kuroshio al oeste. Es el sitio de una colección inusualmente intensa de desechos marinos creados por humanos, conocida como la gran mancha de basura en el Pacífico.
El giro subtropical del Pacífico Norte y el Giro Subpolar del Pacífico Norte, mucho más pequeño, constituyen los dos principales sistemas de giros en las latitudes medias del océano Pacífico Norte. Esta circulación de dos giros en el Pacífico Norte es impulsada por los vientos alisios y del oeste. Este es uno de los mejores ejemplos de todos los océanos de la Tierra donde estos vientos impulsan una circulación de dos giros. Las características físicas, como la circulación termohalina débil en el Pacífico Norte y el hecho de que está mayormente bloqueado por tierra en el norte, también ayudan a facilitar esta circulación. A medida que aumenta la profundidad, estos giros en el Pacífico Norte se vuelven más pequeños y más débiles, y la alta presión en el centro del giro subtropical migrará hacia el polo y hacia el oeste.

## Oceanografía física

### Circulación subtropical en el Pacífico Norte
Como todos los sistemas de giros subtropicales, el giro subtropical del Pacífico Norte es un anticiclón, lo que significa que la circulación es en el sentido de las agujas del reloj alrededor de su alta presión en el centro debido a su ubicación en el hemisferio norte. Esta circulación también está asociada con el transporte de Sverdrup hacia el ecuador y el hundimiento de Ekman. El transporte de Ekman hace que el agua fluya hacia el centro del giro, creando una superficie marina inclinada e iniciando un flujo geostrófico. Harald Sverdrup aplicó el transporte de Ekman al tiempo que incluía fuerzas de gradiente de presión para desarrollar una teoría para el transporte de Sverdrup.
La corriente de Kuroshio es la corriente límite estrecha y fuerte hacia el oeste de la circulación subtropical. Esta corriente influye en la columna de agua hasta el fondo. La corriente de Kuroshio fluye en dirección norte, luego eventualmente fluye más lejos del límite hacia el oeste donde luego toma una dirección hacia el este hacia el Pacífico Norte. Esta corriente que fluye hacia el este se llama extensión de Kuroshio. La corriente del Pacífico Norte se encuentra justo al norte del Giro Subtropical y fluye en dirección este. Además, conocida como la deriva del viento del oeste o la corriente subártica, la corriente del Pacífico Norte también incluye el flujo hacia el oeste del límite sur del giro subpolar del Pacífico Norte. La corriente Ecuatorial del Norte bordea el Giro Subtropical del Pacífico Norte por el sur y fluye en dirección oeste. El flujo hacia el oeste dentro de la circulación ciclónica tropical alargada también está incluido en la corriente ecuatorial del norte. El sistema de la corriente de California comprende el límite oriental del Giro Subtropical del Pacífico Norte y fluye hacia el sur a lo largo de la costa de California. Aquí, la surgencia costera impulsa la corriente limítrofe oriental y una corriente subterránea que fluye hacia el polo.
En la región occidental del Pacífico Norte, la superficie del Giro Subtropical generalmente tiene una "forma de C". La corriente de Kuroshio y su extensión aproximadamente desde el exterior de esta "forma de C", donde luego gira hacia el oeste en recirculación, donde luego fluye hacia el sur en paralelo a la corriente de Kuroshio. Desde aquí, la «forma de C» fluye hacia el este y comprende la contracorriente subtropical a aproximadamente 20-25⁰N, luego, finalmente, la «C» se envuelve hacia el oeste formando la corriente ecuatorial del norte justo al sur de 20⁰N. Es común que los giros subtropicales tengan este flujo superficial en «forma de C». La contracorriente subtropical es un área poco profunda de esta «C»; a solo unos 250 dbar debajo de la superficie, la circulación es un giro anticiclónico cerrado más simple.
Las estrechas zonas frontales este-oeste que cruzan el Pacífico son menos de 100 km de ancho. La zona frontal subártica o límite subártico, alrededor de 42⁰N, está fijada en la corriente del Pacífico Norte. La zona frontal subártica, ligeramente al sur de las velocidades máximas del viento del oeste, separa el Giro Subpolar del Pacífico Norte del Giro Subtropical. En el Pacífico central y oriental, aproximadamente a 32⁰N, se encuentra la zona frontal subtropical. A veces denominada zona de convergencia subtropical, esta zona frontal sirve como límite entre la corriente Ecuatorial del Norte que fluye hacia el oeste y la corriente del Pacífico Norte. Con el aumento de la profundidad en el giro subtropical del Pacífico Norte, se vuelve más pequeño en la región occidental cerca de Japón y también pierde fuerza. El giro subtropical no existe por debajo de los 1500 m bajo la superficie con la excepción de las regiones de Kuroshio.

## Mancha de basura
La gran mancha de basura del Pacífico, también llamada continente de plástico, isla de basura, isla tóxica, gran zona de basura del Pacífico, remolino de basura del Pacífico o isla de la contaminación, es una zona del océano cubierta de desechos marinos y plásticos en el centro del océano Pacífico Norte, localizada entre las coordenadas 135° a 155°O y 35° a 42°N.
Su superficie se estima entre 710 000 km²  y 17 000 000 km² según el criterio que se adopte en relación con la concentración de elementos de plástico que se fija como umbral para su definición geográfica.
Este vertedero oceánico se caracteriza por tener concentraciones excepcionalmente altas de plástico suspendido y otros desechos atrapados en las corrientes del giro oceánico del Pacífico Norte (formado por un vórtice de corrientes oceánicas). 
A pesar de su tamaño y densidad, la isla de basura oceánica es difícil de ver incluso mediante fotografías satelitales. Tampoco es posible localizarla con radares.
Mientras que antes se pensaba que la mancha era más parecida a una sopa de microplásticos casi invisibles, ahora los científicos han comprobado que la mayor parte de la basura consiste en trozos más grandes, incluyendo numerosas redes de pesca de plástico. Y, dicen, está creciendo «exponencialmente».
En 2009 se descubrió la mancha de basura del Atlántico Norte que está relacionada también con el giro oceánico del Atlántico Norte.